# Eutelia albidisca
Eutelia albidisca är en fjärilsart som beskrevs av George Francis Hampson 1905. Eutelia albidisca ingår i släktet Eutelia och familjen nattflyn. Inga underarter finns listade i Catalogue of Life.